# Julio Mannino
Julio Mannino, właściwie Julio Giovanni Mannino Pichardo (ur. 20 września 1969 roku w Toluca) – meksykański aktor telewizyjny.

## Życiorys
Urodził się jako jedno z trojga dzieci Meksykanki Alicii Pichardo Martinez i Włocha Giulio Mannino Bruno, ma brata Angelo i siostrę Filippinę. Wystąpił m.in. w filmach: Akademia mafii (La Loca academia de la mafia, 1992), Dwa krótkie filmy (Dos cortometrajes, 1994) i Więźniowie pożądania (Prisioneras del deseo, 1997). Jego telewizyjnym debiutem był występ w telenoweli Maria z przedmieścia (María la del Barrio, 1995) u boku Thalíi, Fernanda Colungi, Ludwiki Palety i Javiera Gómeza. Występował na scenie w przedstawieniach: Orka, miłość, taniec, taniec śmierci (Orca, danza de amor, danza de muerte), Mała syrenka (La sirenita), W Betlejem pasterze (A Belén Pastores, 1994) Moje nocy z Diego (Mi noche con Diego, 1996), Krzyż dla Luciano (Una cruz para Luciano, 1996), Uprowadzenie (Secuestro, 2001), Wszyscy jego życia (Cada quien su vida, 2001) i Relacje (Los Exonerados, 2003).
Jego ulubieni aktorzy to John Malkovich i Michelle Pfeiffer, a ulubiony reżyser to Roman Polański.

## Filmografia

### telenowele
- 2008: Idiotki nie idą do nieba (Las Tontas No Van al Cielo) jako Rafael
- 2008: La Rosa de Guadalupe jako Erasmo
- 2007: Śliczna brzydota (La Fea más bella) jako Saimon Joseph Contreras
- 2006: Śliczna brzydota (La Fea más bella) jako Saimon Joseph Contreras
- 2005: Zakład o miłość (Apuesta por un amor) jako Leandro Pedraza
- 2005: Kobieta, występ w realnym życiu (Mujer, casos de la vida real)
- 2004: Fear Factor VIP w roli samego siebie
- 2003: Kobieta, występ w realnym życiu (Mujer, casos de la vida real)
- 2003: Córka przeznaczenia (Niña... amada mía) jako Pablo Guzmán
- 2002: Kobieta, występ w realnym życiu (Mujer, casos de la vida real)
- 2001: Kobieta, występ w realnym życiu (Mujer, casos de la vida real)
- 2000: Tajemnice pocałunku (Por un beso) jako Ernesto 'Neto' Ornelas
- 2000: Przyjaciele na zawsze (Amigos X siempre) jako Marcos
- 1999: Derbez (Derbez en cuando)
- 1999: Posłaniec szczęścia (El Niño que vino del mar) jako Dr Juan Manuel Rios
- 1998: Bez ciebie (Sin ti) jako Beto
- 1998: Camila jako Ignacio 'Nacho' Juarez
- 1998: Klątwa pasyjna (Rencor apasionado) jako Efrain
- 1997: Zdrowie, pieniądze i miłość (Salud, dinero y amor)
- 1997: Moja młoda Isabel (Mi querida Isabel) jako Jorge
- 1997: Kobieta, występ w realnym życiu (Mujer, casos de la vida real)
- 1996: Serce Clarity (Luz Clarita) jako Bruno
- 1996: Kobieta, występ w realnym życiu (Mujer, casos de la vida real)
- 1996: Dla całego życia (Para toda la vida) jako Torres
- 1995: Acapulco, ciało i dusza (Acapulco, cuerpo y alma)
- 1995: Maria z przedmieścia (María la del Barrio) jako Canseco